# Hadra bartschi
Hadra bartschi är en snäckart som först beskrevs av Marshall 1927.  Hadra bartschi ingår i släktet Hadra och familjen Camaenidae. Inga underarter finns listade i Catalogue of Life.